# Gavin Lewis
Gavin Lewis (Salt Lake City, Utah, 2003. október 27. –) amerikai színész.

## Élete és pályája
A filmezés iránti érdeklődése elvezette egy főszerephez a Maximum Ride – Szárnyra kapva című filmben, melyben Gazzyt alakította. 2017-ben szerepet kapott az In Searching-ben is. Amikor nem forgat, Gavin szívesen játszik videójátékokkal, gitározik és kapcsolódik ki családjával, barátaival.

## Szerepei
| Év   | Cím                           | Szerep                       | Megjegyzés               |
| ---- | ----------------------------- | ---------------------------- | ------------------------ |
| 2017 | Hé Arnold! – A dzsungelfilm   | Eugene Horowitz              | TV film, hang            |
| 2017 | In Searching                  | Young Jon                    |                          |
| 2017 | Odious                        | Jeremy                       |                          |
| 2017 | Inner Child                   |                              | TV film                  |
| 2016 | When Pigs Fly                 | Young Al                     | rövidfilm                |
| 2016 | Maximum Ride – Szárnyra kapva | Gazzy                        |                          |
| 2016 | The Kicks                     | Max                          | TV sorozat, epizódszerep |
| 2016 | NCIS: Los Angeles             | Nadir, Karim és Tomar Zahavi | TV sorozat, 1 epizód     |
| 2015 | Real Boy                      | Thomas                       | rövidfilm                |
| 2015 | OMG!                          | Brent                        | TV sorozat, 3 epizód     |
| 2015 | Ominous                       | Jacob Young                  | TV film                  |
| 2015 | Just Jacques                  | Brent                        | TV sorozat, 3 epizód     |
| 2015 | Comedy Bang! Bang!            | Lone Boy                     | TV sorozat, epizódszerep |
| 2015 | El Príncipe De Peoria         | Emil                         | Protagonista             |